# Sportverein Darmstadt 1898 1992-1993
Questa voce raccoglie le informazioni riguardanti lo Sportverein Darmstadt 1898 nelle competizioni ufficiali della stagione 1992-1993.

## Stagione
Nella stagione 1992-1993 il Darmstadt, allenato da Rainer Scholz, Gernot Lutz e Aleksander Mandziara, concluse il campionato di 2. Bundesliga al 24º posto. In Coppa di Germania il Darmstadt fu eliminato al secondo turno dal Remscheid.

## Rosa
| N. |                        | Ruolo | Calciatore         |
| -- | ---------------------- | ----- | ------------------ |
|    | Germania (bandiera)    | P     | Tom Eilers         |
|    | Germania (bandiera)    | P     | Dieter Heimen      |
|    | Germania (bandiera)    | P     | Wilhelm Huxhorn    |
|    | Germania (bandiera)    | D     | Günther Baerhausen |
|    | Russia (bandiera)      | D     | Igor Bragin        |
|    | Germania (bandiera)    | D     | Freddy Heß         |
|    | Germania (bandiera)    | D     | Yvo Hoffmann       |
|    | Germania (bandiera)    | D     | Claas Junge-Kaiser |
|    | Germania (bandiera)    | D     | Gerhard Kleppinger |
|    | Spagna (bandiera)      | D     | José Perez         |
|    | Germania (bandiera)    | D     | Stefan Trautmann   |
|    | Germania (bandiera)    | C     | Jürgen Baier       |
|    | Germania (bandiera)    | C     | Dirk Bakalorz      |
|    | Inghilterra (bandiera) | C     | Steve Berry        |
|    | Turchia (bandiera)     | C     | Tayfur Havutçu     |
|    | Spagna (bandiera)      | C     | Alfredo Jimenez    |
|    | Germania (bandiera)    | C     | Martin Kowalewski  |

| N. |                         | Ruolo | Calciatore          |
| -- | ----------------------- | ----- | ------------------- |
|    | Germania (bandiera)     | C     | Sascha Lense        |
|    | Germania (bandiera)     | C     | Stefan Malz         |
|    | Germania (bandiera)     | C     | Markus Old          |
|    | Germania (bandiera)     | C     | Jens Pfahl          |
|    | Germania (bandiera)     | C     | Rafael Sánchez      |
|    | Germania (bandiera)     | C     | Stefan Simon        |
|    | Germania (bandiera)     | C     | Thomas Straschil    |
|    | Germania (bandiera)     | C     | Stephan Täuber      |
|    | Germania (bandiera)     | C     | Thorsten Wörsdörfer |
|    | Bulgaria (bandiera)     | A     | Alexandar Bonchev   |
|    | Germania (bandiera)     | A     | Henrik Eichenauer   |
|    | Germania (bandiera)     | A     | Dieter Gutzler      |
|    | Germania (bandiera)     | A     | Uwe Hartenberger    |
|    | Germania (bandiera)     | A     | Olaf Marschall      |
|    | Burkina Faso (bandiera) | A     | Kassoum Quedraogo   |
|    | Spagna (bandiera)       | A     | Luis Rodriguez      |
|    | Germania (bandiera)     | A     | Thomas Weiß         |

## Organigramma societario
Area tecnica
- Allenatore: Aleksander Mandziara
- Allenatore in seconda:
- Preparatore dei portieri:
- Preparatori atletici:

## Calciomercato

### Sessione estiva
| Acquisti | Acquisti           | Acquisti        | Acquisti |
| R.       | Nome               | da              | Modalità |
| -------- | ------------------ | --------------- | -------- |
| D        | Günther Baerhausen | Carl Zeiss Jena |          |
| C        | Tayfur Havutçu     | SG Egelsbach    |          |
| C        | Jens Pfahl         | Fortuna Colonia |          |

| Cessioni | Cessioni    | Cessioni          | Cessioni |
| R.       | Nome        | a                 | Modalità |
| -------- | ----------- | ----------------- | -------- |
| A        | Thomas Lauf | SG Egelsbach      |          |
| A        | Holger Wolf | Kickers Offenbach |          |

### Sessione invernale
| Acquisti | Acquisti            | Acquisti            | Acquisti |
| R.       | Nome                | da                  | Modalità |
| -------- | ------------------- | ------------------- | -------- |
| A        | Uwe Hartenberger    | Uerdingen 05        |          |
| P        | Dieter Heimen       | Vikt. Aschaffenburg |          |
| C        | Thorsten Wörsdörfer | Kickers Stoccarda   |          |

| Cessioni | Cessioni | Cessioni | Cessioni |
| R.       | Nome     | a        | Modalità |
| -------- | -------- | -------- | -------- |

## Risultati

### 2. Bundesliga

#### Girone di andata
| Arbitro: | Führer |

|            |           |             |
| Täuber 53’ | Marcatori | 22’ Cardoso |

| Arbitro: | Krug |

|                            |           |          |
| Knäbel 55’, 90’ Kocian 70’ | Marcatori | 47’ Weiß |

| Arbitro: | Theobald |

|                             |           |  |
| Quedraogo 9’, 34’ Simon 73’ | Marcatori |  |

| Arbitro: | Domurat |

|                                                      |           |  |
| Klütz 42’ Koch 45’ Daschner 49’ Đelmaš 77’ Groth 79’ | Marcatori |  |

| Braunschweig 25 luglio 1992, ore 15:30 CEST 5ª giornata | Eintracht Braunschweig | 0 – 0 referto | Darmstadt | Stadion an der Hamburger Straße (5 300 spett.)\| Arbitro: \| Fleske \| |
| Arbitro:                                                | Fleske                 |               |           |                                                                        |

| Arbitro: | Jansen |

|                   |           |                           |
| Heß 51’ Simon 79’ | Marcatori | 6’, 19’ Hobsch 64’ Anders |

| Arbitro: | Stenzel |

|                          |           |  |
| Klein 1’ Müller 18’, 82’ | Marcatori |  |

| Arbitro: | Fischer |

|              |           |                                     |
| Bakalorz 84’ | Marcatori | 25’, 46’, 73’ Lottner 81’ Schneider |

| Arbitro: | Heynemann |

|                                       |           |         |
| Urošević 14’ Renner 21’, 44’ Löbe 60’ | Marcatori | 6’ Weiß |

| Darmstadt 22 agosto 1992, ore 15:30 CEST 10ª giornata | Darmstadt  | 0 – 0 referto | Hansa Rostock | Stadion am Böllenfalltor (3 300 spett.)\| Arbitro: \| Wippermann \| |
| Arbitro:                                              | Wippermann |               |               |                                                                     |

| Arbitro: | Müller |

|                                          |           |               |
| Buncol 51’, 76’ Strerath 82’ Homberg 87’ | Marcatori | 67’ Trautmann |

| Arbitro: | Gläser |

|               |           |           |
| Quedraogo 44’ | Marcatori | 41’ Palma |

| Arbitro: | Weber |

|             |           |  |
| Malchow 65’ | Marcatori |  |

| Arbitro: | Haupt |

|  |           |         |
|  | Marcatori | 16’ Epp |

| Arbitro: | Werthmann |

|            |           |          |
| Freund 36’ | Marcatori | 23’ Malz |

| Arbitro: | Brandauer |

|                                                 |           |  |
| Täuber 14’ Eichenauer 24’ Hoffmann 41’ Weiß 88’ | Marcatori |  |

| Arbitro: | Harder |

|  |           |          |
|  | Marcatori | 30’ Weiß |

| Arbitro: | Buchhart |

|                |           |                         |
| Simon 73’, 74’ | Marcatori | 75’ Pröpper 87’ Schmidt |

| Jena 23 ottobre 1992, ore 19:30 CET 19ª giornata | Carl Zeiss Jena | 0 – 0 referto | Darmstadt | Ernst-Abbe-Sportfeld (3 303 spett.)\| Arbitro: \| Heynemann \| |
| Arbitro:                                         | Heynemann       |               |           |                                                                |

| Arbitro: | Mölm |

|           |           |             |
| Pfahl 23’ | Marcatori | 51’ Hofmann |

| Arbitro: | Kuhne |

|  |           |          |
|  | Marcatori | 9’ Simon |

| Darmstadt 21 novembre 1992, ore 15:30 CET 22ª giornata | Darmstadt | 0 – 0 referto | Duisburg | Stadion am Böllenfalltor (6 000 spett.)\| Arbitro: \| Frey \| |
| Arbitro:                                               | Frey      |               |          |                                                               |

| Arbitro: | Pohlmann |

|           |           |             |
| Menke 36’ | Marcatori | 84’ Havutçu |

#### Girone di ritorno
| Arbitro: | Führer |

|                |           |                            |
| Maciel 8’, 54’ | Marcatori | 22’, 86’ Gutzler 89’ Simon |

| Arbitro: | Funken |

|           |           |           |
| Simon 18’ | Marcatori | 48’ Hjelm |

| Arbitro: | Dellwing |

|            |           |  |
| Tanjga 68’ | Marcatori |  |

| Darmstadt 14 febbraio 1993, ore 15:00 CET 27ª giornata | Darmstadt | 0 – 0 referto | Hannover 96 | Stadion am Böllenfalltor (3 000 spett.)\| Arbitro: \| Willems \| |
| Arbitro:                                               | Willems   |               |             |                                                                  |

| Arbitro: | Leimert |

|           |           |              |
| Simon 22’ | Marcatori | 80’ Mahjoubi |

| Arbitro: | Prengel |

|                       |           |  |
| Kracht 51’ Anders 72’ | Marcatori |  |

| Darmstadt 6 marzo 1993, ore 15:30 CET 30ª giornata | Darmstadt | 0 – 0 referto | Wuppertal | Stadion am Böllenfalltor (2 535 spett.)\| Arbitro: \| Kasper \| |
| Arbitro:                                           | Kasper    |               |           |                                                                 |

| Arbitro: | Müller |

|                                      |           |  |
| Deffke 10’, 57’ Lottner 48’ Mink 87’ | Marcatori |  |

| Arbitro: | Pohlmann |

|                |           |                           |
| Baerhausen 27’ | Marcatori | 51’ García 78’, 90’ Leitl |

| Arbitro: | Jansen |

|                     |           |  |
| Bodden 16’ März 76’ | Marcatori |  |

| Arbitro: | Weise |

|  |           |             |
|  | Marcatori | 42’ Brøgger |

| Arbitro: | Berg |

|                            |           |                  |
| Palma 34’ Wollitz 53’, 54’ | Marcatori | 66’ Hartenberger |

| Arbitro: | Wittke |

|                           |           |  |
| Baerhausen 8’ Gutzler 65’ | Marcatori |  |

| Arbitro: | Fröhlich |

|                               |           |  |
| Schwartz 3’ Epp 20’ Shala 24’ | Marcatori |  |

| Arbitro: | Löwer |

|  |           |                                    |
|  | Marcatori | 21’ Todt 57’ Braun 66’ Heidenreich |

| Arbitro: | Dardenne |

|                             |           |  |
| Reich 33’, 37’ Ballwanz 79’ | Marcatori |  |

| Arbitro: | Kemmling |

|                                          |           |  |
| Wörsdörfer 40’, 88’ Simon 66’ Täuber 76’ | Marcatori |  |

| Arbitro: | Fischer |

|            |           |                            |
| Hausen 63’ | Marcatori | 45’ Wörsdörfer 45’ Gutzler |

| Arbitro: | Aust |

|                                   |           |                    |
| Simon 24’ Bonchev 65’ Gutzler 71’ | Marcatori | 4’ Molata 27’ Klee |

| Arbitro: | Krug |

|                                             |           |  |
| Dickgießer 34’ Petrenko 60’, 82’ Hecker 85’ | Marcatori |  |

| Arbitro: | Strampe |

|                                         |           |                                                              |
| Trautmann 2’ Havutçu 34’ Wörsdörfer 84’ | Marcatori | 29’ Buvač 40’ (aut.) Täuber 63’ Hayer 82’ Müller 89’ Zampach |

| Arbitro: | Fleske |

|          |           |  |
| Papic 3’ | Marcatori |  |

| Arbitro: | Steinborn |

|  |           |                    |
|  | Marcatori | 80’, 89’ Rauffmann |

### Coppa di Germania
| Arbitro: | Domurat |

|                  |           |         |
| Pröpper 19’, 29’ | Marcatori | 45’ Old |

## Statistiche

### Statistiche di squadra
| Competizione      | Punti | In casa | In casa | In casa | In casa | In casa | In casa | In trasferta | In trasferta | In trasferta | In trasferta | In trasferta | In trasferta | Totale | Totale | Totale | Totale | Totale | Totale | DR  |
| Competizione      | Punti | G       | V       | N       | P       | Gf      | Gs      | G            | V            | N            | P            | Gf           | Gs           | G      | V      | N      | P      | Gf     | Gs     | DR  |
| ----------------- | ----- | ------- | ------- | ------- | ------- | ------- | ------- | ------------ | ------------ | ------------ | ------------ | ------------ | ------------ | ------ | ------ | ------ | ------ | ------ | ------ | --- |
| 2. Bundesliga     | 32    | 23      | 5       | 10      | 8       | 30      | 31      | 23           | 4            | 4            | 15           | 13           | 48           | 46     | 9      | 14     | 23     | 43     | 79     | -36 |
| Coppa di Germania | -     | 0       | 0       | 0       | 0       | 0       | 0       | 1            | 0            | 0            | 1            | 1            | 2            | 1      | 0      | 0      | 1      | 1      | 2      | -1  |
| Totale            | 32    | 23      | 5       | 10      | 8       | 30      | 31      | 24           | 4            | 4            | 16           | 14           | 50           | 47     | 9      | 14     | 24     | 44     | 81     | -37 |

### Andamento in campionato
| Giornata  | 1  | 2  | 3 | 4  | 5  | 6  | 7  | 8  | 9  | 10 | 11 | 12 | 13 | 14 | 15 | 16 | 17 | 18 | 19 | 20 | 21 | 22 | 23 | 24 | 25 | 26 | 27 | 28 | 29 | 30 | 31 | 32 | 33 | 34 | 35 | 36 | 37 | 38 | 39 | 40 | 41 | 42 | 43 | 44 | 45 | 46 |
| --------- | -- | -- | - | -- | -- | -- | -- | -- | -- | -- | -- | -- | -- | -- | -- | -- | -- | -- | -- | -- | -- | -- | -- | -- | -- | -- | -- | -- | -- | -- | -- | -- | -- | -- | -- | -- | -- | -- | -- | -- | -- | -- | -- | -- | -- | -- |
| Luogo     | C  | T  | C | T  | T  | C  | T  | C  | T  | C  | T  | C  | T  | C  | T  | C  | T  | C  | T  | C  | T  | C  | T  | T  | C  | T  | C  | C  | T  | C  | T  | C  | T  | C  | T  | C  | T  | C  | T  | C  | T  | C  | T  | C  | T  | C  |
| Risultato | N  | P  | V | P  | N  | P  | P  | P  | P  | N  | P  | N  | P  | P  | N  | V  | V  | N  | N  | N  | V  | N  | N  | V  | N  | P  | N  | N  | P  | N  | P  | P  | P  | P  | P  | V  | P  | P  | P  | V  | V  | V  | P  | P  | P  | P  |
| Posizione | 12 | 19 | 8 | 20 | 19 | 20 | 21 | 22 | 23 | 22 | 24 | 24 | 24 | 24 | 24 | 24 | 23 | 23 | 23 | 23 | 21 | 21 | 21 | 19 | 20 | 20 | 21 | 21 | 22 | 21 | 22 | 21 | 23 | 23 | 24 | 22 | 24 | 24 | 24 | 24 | 23 | 22 | 23 | 23 | 24 | 24 |

Legenda:

Luogo: C = Casa; T = Trasferta. Risultato: V = Vittoria; N = Pareggio; P = Sconfitta.

### Statistiche dei giocatori
!! colspan="4" | Totale

| Giocatore       | 2. Bundesliga | 2. Bundesliga | 2. Bundesliga | 2. Bundesliga | Coppa di Germania G. Baerhausen | Coppa di Germania G. Baerhausen | Coppa di Germania G. Baerhausen | Coppa di Germania G. Baerhausen | 13       | 2    | 5           | 1          | 0 | 0 | 0 | 0 | 13 | 2 | 5 | 1 |
| Giocatore       | Presenze      | Reti          | Ammonizioni   | Espulsioni    | Presenze                        | Reti                            | Ammonizioni                     | Espulsioni                      | Presenze | Reti | Ammonizioni | Espulsioni |   |   |   |   |    |   |   |   |
| J. Baier        | 27            | 0             | 5             | 2             | 1                               | 0                               | 0                               | 0                               | 28       | 0    | 5           | 2          |   |   |   |   |    |   |   |   |
| D. Bakalorz     | 28            | 1             | 11            | 1             | 1                               | 0                               | 1                               | 0                               | 29       | 1    | 12          | 1          |   |   |   |   |    |   |   |   |
| S. Berry        | 7             | 0             | 1             | 0             | 1                               | 0                               | 0                               | 0                               | 8        | 0    | 1           | 0          |   |   |   |   |    |   |   |   |
| A. Bonchev      | 17            | 1             | 1             | 0             | 0                               | 0                               | 0                               | 0                               | 17       | 1    | 1           | 0          |   |   |   |   |    |   |   |   |
| I. Bragin       | 20            | 0             | 1             | 0             | 0                               | 0                               | 0                               | 0                               | 20       | 0    | 1           | 0          |   |   |   |   |    |   |   |   |
| H. Eichenauer   | 11            | 1             | 1             | 0             | 1                               | 0                               | 0                               | 0                               | 12       | 1    | 1           | 0          |   |   |   |   |    |   |   |   |
| T. Eilers       | 37            | 0             | 2             | 0             | 1                               | 0                               | 0                               | 0                               | 38       | 0    | 2           | 0          |   |   |   |   |    |   |   |   |
| D. Gutzler      | 21            | 5             | 2             | 0             | 0                               | 0                               | 0                               | 0                               | 21       | 5    | 2           | 0          |   |   |   |   |    |   |   |   |
| U. Hartenberger | 8             | 1             | 1             | 1             | 0                               | 0                               | 0                               | 0                               | 8        | 1    | 1           | 1          |   |   |   |   |    |   |   |   |
| T. Havutçu      | 35            | 2             | 9             | 0             | 1                               | 0                               | 0                               | 0                               | 36       | 2    | 9           | 0          |   |   |   |   |    |   |   |   |
| D. Heimen       | 0             | 0             | 0             | 0             | 0                               | 0                               | 0                               | 0                               | 0        | 0    | 0           | 0          |   |   |   |   |    |   |   |   |
| F. Heß          | 44            | 1             | 8             | 0             | 1                               | 0                               | 1                               | 0                               | 45       | 1    | 9           | 0          |   |   |   |   |    |   |   |   |
| Y. Hoffmann     | 35            | 1             | 9             | 0             | 0                               | 0                               | 0                               | 0                               | 35       | 1    | 9           | 0          |   |   |   |   |    |   |   |   |
| W. Huxhorn      | 9             | 0             | 0             | 0             | 0                               | 0                               | 0                               | 0                               | 9        | 0    | 0           | 0          |   |   |   |   |    |   |   |   |
| A. Jimenez      | 9             | 0             | 2             | 0             | 0                               | 0                               | 0                               | 0                               | 9        | 0    | 2           | 0          |   |   |   |   |    |   |   |   |
| C. Junge-Kaiser | 1             | 0             | 0             | 0             | 0                               | 0                               | 0                               | 0                               | 1        | 0    | 0           | 0          |   |   |   |   |    |   |   |   |
| G. Kleppinger   | 45            | 0             | 7             | 0             | 1                               | 0                               | 0                               | 0                               | 46       | 0    | 7           | 0          |   |   |   |   |    |   |   |   |
| M. Kowalewski   | 31            | 0             | 7             | 0             | 1                               | 0                               | 0                               | 0                               | 32       | 0    | 7           | 0          |   |   |   |   |    |   |   |   |
| S. Lense        | 0             | 0             | 0             | 0             | 0                               | 0                               | 0                               | 0                               | 0        | 0    | 0           | 0          |   |   |   |   |    |   |   |   |
| S. Malz         | 17            | 1             | 3             | 1             | 1                               | 0                               | 0                               | 0                               | 18       | 1    | 3           | 1          |   |   |   |   |    |   |   |   |
| O. Marschall    | 1             | 0             | 0             | 0             | 0                               | 0                               | 0                               | 0                               | 1        | 0    | 0           | 0          |   |   |   |   |    |   |   |   |
| M. Old          | 0             | 0             | 0             | 0             | 1                               | 1                               | 0                               | 0                               | 1        | 1    | 0           | 0          |   |   |   |   |    |   |   |   |
| J. Perez        | 1             | 0             | 0             | 0             | 0                               | 0                               | 0                               | 0                               | 1        | 0    | 0           | 0          |   |   |   |   |    |   |   |   |
| J. Pfahl        | 10            | 1             | 0             | 0             | 0                               | 0                               | 0                               | 0                               | 10       | 1    | 0           | 0          |   |   |   |   |    |   |   |   |
| K. Quedraogo    | 17            | 3             | 4             | 0             | 0                               | 0                               | 0                               | 0                               | 17       | 3    | 4           | 0          |   |   |   |   |    |   |   |   |
| L. Rodriguez    | 2             | 0             | 0             | 0             | 0                               | 0                               | 0                               | 0                               | 2        | 0    | 0           | 0          |   |   |   |   |    |   |   |   |
| S. Simon        | 40            | 10            | 4             | 1             | 1                               | 0                               | 0                               | 0                               | 41       | 10   | 4           | 1          |   |   |   |   |    |   |   |   |
| T. Straschil    | 0             | 0             | 0             | 0             | 0                               | 0                               | 0                               | 0                               | 0        | 0    | 0           | 0          |   |   |   |   |    |   |   |   |
| R. Sánchez      | 14            | 0             | 0             | 0             | 0                               | 0                               | 0                               | 0                               | 14       | 0    | 0           | 0          |   |   |   |   |    |   |   |   |
| S. Trautmann    | 15            | 2             | 1             | 0             | 0                               | 0                               | 0                               | 0                               | 15       | 2    | 1           | 0          |   |   |   |   |    |   |   |   |
| S. Täuber       | 43            | 3             | 11            | 0             | 0                               | 0                               | 0                               | 0                               | 43       | 3    | 11          | 0          |   |   |   |   |    |   |   |   |
| T. Weiß         | 17            | 4             | 3             | 0             | 1                               | 0                               | 0                               | 0                               | 18       | 4    | 3           | 0          |   |   |   |   |    |   |   |   |
| T. Wörsdörfer   | 19            | 4             | 1             | 1             | 0                               | 0                               | 0                               | 0                               | 19       | 4    | 1           | 1          |   |   |   |   |    |   |   |   |